# Paul O'Montis
Paul O’Montis, seudónimo de Paul Wendel (Budapest, 3 de abril de 1894 - Campo de concentración de Sachsenhausen, 17 de julio de 1940), fue un cantante, humorista y cabaretista judío alemán.

## Biografía
Habiendo crecido probablemente en Hannover, Paul Wendel, estudió arquitectura en Riga, donde realizó algunos pinitos en el teatro de aficionados. Sus primeras canciones de cabaré las cantó como prisionero de guerra en Siberia. Consiguió huir a San Petersburgo en 1917, donde trabajó de artista. Tras conseguir huir hacia mediados de 1918 a Prusia oriental, fue reclutado para un batallón de armeros. Por las noches actuaba en un cabaré con el nombre de Paul O’Montis, lo que le valió un arresto de tres días.
Tras la I Guerra Mundial, se trasladó en 1924 a Berlín, donde escribió diversos guiones para el cine y el libreto para la opereta Das blaue Mieder («El corsé azul»). Fue descubierto por la prensa en 1926, en la revista Laterna Magica de Friedrich Hollaender. Su primer disco de vinilo se editó en 1927 en Odeon, en el que está acompañado por el violinista Dajos Béla y su orquesta de baile. En total, O’Montis realizó 70 grabaciones con Odeon, pero no todas fueron publicadas. En 1929 cambió a la discográfica Deutsche Grammophon, donde le acompañaba Paul Godwin y su orquesta. También le acompañaba Mischa Spoliansky en el piano de cola.
O’Montis cuidaba la imagen mundana y caricaturesca del couplet y su especialidad eran Schlager del tipo absurdo y guasón, cuyas letras se caracterizaban por los juegos de palabras y dobles sentidos. A pesar de ello, permaneció como el galán por excelencia, distanciado, distinguido y con monóculo. También su homosexualidad, que vivía de forma más o menos ambigua, aparece en algunas de sus más de 70 grabaciones:
- Was hast du für Gefühle, Moritz (1927; «Que tipo de sentimientos tienes, Moritz»), de Richard Fall / Fritz Löhner-Beda, Odeon  O-2351a
- In der Bar zum Krokodil (1928; «En el bar Zum Krokodil»), letra de Fritz Löhner-Beda, música de Willy Engel-Berger,  Odeon O-2655;
- Ich bin verrückt nach Hilde (1929; «Estoy loco por Hilde»), de Otto Stransky / Rebner, Odeon O-11072;
- Was kann der Sigismund dafür (1930; «Qué le va a hacer Segismundo [si es tan bonito]»), de Ralph Benatzky, Odeon O-11303, uno de sus mayores éxitos;
- Ramona Zündloch (1930), de Erwin Reich / Frank Günther, Odeon O-11330a;
- Mein Bruder macht im Tonfilm die Geräusche (1930; «Mi hermano hace los ruidos de la banda sonora»), de Fred Raymond, Luigi Bernauer / Charles Amberg, Odeon O-11330b.

El crítico de cabaré Max Herrmann-Neiße escribió:

Paul O’Montis hat die Technik, die banalsten Modechansons so zu bringen, dass sie auch einem anspruchsvolleren Menschen Spaß machen, weil er, über ihnen stehend, sie schon gleich launig persifliert.
Paul O’Montis tiene una técnica de cantar las canciones de moda más banales que divierte incluso a las personas más exigentes, porque, por encima de ellos, ya las ridiculiza con gracia.
Max Herrmann-Neiße

Actuó en muchos del cabarés más importantes de Berlín, como el Café Meran, Boulevard-Theater, Florida, Simpl, Scala y el Wintergarten, pero también en otras ciudades como el Corso-Kabarett en Hannover o el Trichter en Hamburgo. También apareció en programas radiofónicos. Nunca llegó a ser una superestrella, como Claire Waldoff, Kurt Gerron o Paul Graetz, pero su figura se hizo imprescindible en el cabaré berlinés.
Todavía en noviembre de 1933 aparecía una crítica amplia y positiva en un periódico nazi de Colonia. El 13 de diciembre fue detenido en Colonia por homosexualidad, por el infame artículo 175. Su vivienda fue registrada y su secretario particular fue acusado de alcahuetería. Los periódicos nazis comenzaron una campaña en su contra, acusándolo de «pervertidor de niños». Consiguió huir a finales de año a Viena, actuando luego en Austria, Holanda y Suiza. En 1935 se le prohibió actuar en Alemania. Tras la anexión de Austria en 1938, huyó a Praga. Allí fue detenido en 1939 e inicialmente trasladado a Zagreb y luego a Łódź. Las razones de su detención y traslado posterior no están claras. El 30 de mayo de 1940 fue trasladado al Campo de concentración de Sachsenhausen como preso con el triángulo rosa. Allí murió con 46 años. El informe de la dirección del campo habla de «suicidio», lo que contradice información obtenida de testigos presenciales.